# Yukon
Yukon (/ˈjuːkɒn/ ⓘ; tiếng Pháp: [jykɔ̃]) là lãnh thổ liên bang nhỏ nhất và xa nhất của Canada (hai lãnh thổ khác là Các Lãnh thổ Tây Bắc và Nunavut). Yukon có mật độ dân số rất thưa thớt với chỉ 35.000 người trên diện tích gần nửa triệu km². Whitehorse là thủ phủ và thành phố duy nhất của Yukon.
Lãnh thổ này được tách ra từ Các Lãnh thổ Tây Bắc năm 1898 và được đặt tên là "Lãnh thổ Yukon". Đạo luật Yukon của chính phủ liên bang được hoàng gia phê chuẩn ngày 27 tháng 3 năm 2002, xác định "Yukon" là tên chính thức của lãnh thổ này, tuy vậy, "Lãnh thổ Yukon" vẫn được dùng phổ biến và Bưu chính Canada vẫn cho phép sử dụng tên viết tắt YT. Dù có hai ngôn ngữ chính thức (tiếng Anh và tiếng Pháp), Chính phủ Yukon cũng công nhận những ngôn ngữ First Nations (những ngôn ngữ thổ dân).
Núi Logan cao 5.959 m (19.551 ft) tại Vườn quốc gia và Khu bảo tồn Kluane, là núi cao nhất Canada và cao thứ nhì tại Bắc Mỹ (sau Denali tại bang Alaska, Hoa Kỳ). Đa phần Yukon có khí hậu khi hậu cận Bắc cực, với những đặc điểm như mùa đông dài, lạnh và mùa hè ngắn nhưng ấm. Phần bờ biển Bắc Băng Dương có môi trường đài nguyên.
Những con sông đáng chú ý gồm sông Yukon, Pelly, Stewart, Peel, White và Tatshenshini.